# Sextans B
Sextans B (UGC 5373, DDO 70) é uma galáxia irregular na direção da constelação de Sextans e parte do Grupo Local. Sextans B está a aproximadamente 4.44 milhões de anos-luz, e um dos membros mais distantes do Grupo Local.